# Anaocha
Anaocha è una delle ventuno aree di governo locale (local government areas) appartenenti allo stato di Anambra, in Nigeria.